# Clifford Geertz
Pour les articles homonymes, voir Geertz.
Clifford Geertz (23 août 1926 à San Francisco - 30 octobre 2006 à Philadelphie) est un anthropologue américain. Il est présenté comme un anthropologue postmoderne, mais il préférait se présenter comme un réformateur du culturalisme américain, qu'il souhaitait débarrasser de toute forme d'explication causale, qu'elle soit psychologique, structurale ou sociale.

## Biographie
Clifford Geertz est élevé en milieu rural pendant la Grande Dépression. À dix-sept ans, alors qu'il est boursier au lycée, Geertz est engagé dans l'US Navy. Il est démobilisé en 1946 et bénéficie du G.I. Bill, qui donne accès à l'université. À ce moment, il ne pense pas à l'anthropologie mais rêve d'être un écrivain à succès.
Après un diplôme en philosophie obtenu à l'Antioch College (Ohio), il entre au Harvard Department of Social Relations (en), un département innovant, mêlant sociologie, anthropologie, psychologie sociale et psychologie clinique, dirigé par Talcott Parsons . Le département mène notamment une enquête au Texas sur les peuples amérindiens (Navajo, Hopi, etc.) et lance bientôt une étude sur l'Indonésie.
Celle-ci sera, à partir de 1952, le premier terrain de Geertz - et la matière de sa thèse -, qui part avec sa femme Hildred, également anthropologue. Là-bas, il étudie les sociétés balinaise et javanaise au cours de nombreux séjours, jusqu'à ce que la violence des troubles politiques l'empêchent définitivement de poursuivre ses travaux.
De 1963 à 1969, il fait plusieurs séjours à Séfrou, dans le Moyen Atlas au Maroc, où il s'intéresse au microcosme du souk. En 1973, il publie The Interpretation of Cultures (en), qui aura une influence durable. L'ouvrage contient, entre autres, l'essai Deep Play: Notes on the Balinese Cockfight (en), sur les combats de coq à Bali, qui propose, sous l'influence du philosophe Gilbert Ryle, le concept de thick description (en). Cet essai est aussi, d'une certaine manière, une réflexion sur la rationalité et la théorie des jeux, dans la mesure où le terme « deep play », emprunté à Bentham, désigne un jeu «irrationnel» (c'est-à-dire où les enjeux sont trop importants pour qu'il soit raisonnable d'y jouer).
De façon générale, Java et Bali lui ont fourni la matière de cinq livres importants : The Religion of Java (1960), Pedlars and Princes (1963), Agricultural Involution (1963), The Social History of an Indonesian Town (1965), et Negara (1980). À 38 ans, il devient professeur de plein titre à l'université de Chicago, l'une des plus prestigieuses dans le champ de l'anthropologie.
Il enseigne à Berkeley (Californie), puis à Chicago. Il est jusqu'à sa mort professeur émérite de la School of Social Science qu'il a contribué à fonder en 1970 à l'Institute for Advanced Study à Princeton.

## Œuvre

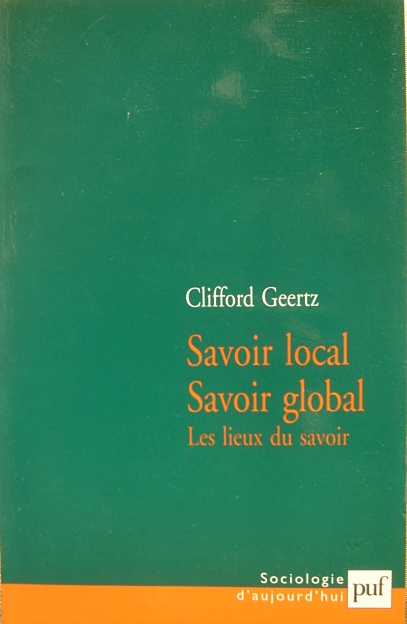

Geertz constate que l'anthropologie s'est développée autour d'un concept, celui de culture. Il considère que ce concept polysémique, trop large, doit être restreint pour conserver sa pertinence, et prend le parti d'une définition sémiotique de la culture. Se mettant dans le sillage de Max Weber, qui selon lui voit dans l'homme « un animal suspendu dans des toiles de signification qu'il a lui-même tissées », Geertz considère que ce sont ces « toiles » qui constituent la culture.
Il souligne la nécessité d'une description dense des faits et du terrain observé, en prenant en compte le point de vue de différents acteurs. Pour Geertz, l'ethnologue est un observateur qui ne peut qu'essayer « de lire par-dessus l'épaule » de la population étudiée.
Enfin, le relativisme de Geertz le pousse à relire les ouvrages de quelques auteurs classiques de l'anthropologie sous l'angle de leurs propres stratégies d'écriture.

## Autorités
- Ressources relatives à la recherche :   - Persée
  - Scopus
  - Semantic Scholar
- Notices dans des dictionnaires ou encyclopédies généralistes :   - American National Biography
  - Britannica
  - Brockhaus
  - Den Store Danske Encyklopædi
  - Deutsche Biographie
  - Enciclopedia italiana
  - Gran Enciclopèdia Catalana
  - Hrvatska Enciklopedija
  - Internetowa encyklopedia PWN
  - Nationalencyklopedin
  - Store norske leksikon
  - Treccani
  - Universalis
  - Visuotinė lietuvių enciklopedija
- Notices d'autorité :   - VIAF
  - ISNI
  - BnF (données)
  - IdRef
  - LCCN
  - GND
  - Italie
  - Japon
  - CiNii
  - Espagne
  - Belgique
  - Pays-Bas
  - Pologne
  - Israël
  - NUKAT
  - Catalogne
  - Suède
  - Australie
  - WorldCat